# Eva Brag
Eva Charlotta Brag, född 26 april 1829 i Lund, död 1913, var en svensk journalist och författare. Hon var en av de första kvinnliga yrkesjournalisterna i Sverige. 

## Biografi
Eva Brag var dotter till astronomen Jonas Brag, professor vid Lunds universitet, och Eva Charlotta Rodhe. Hon fick en ovanligt hög utbildning för sitt kön och studerade latin, franska och engelska samt besökte både Frankrike och Storbritannien. Hon hade en önskan att studera på universitetet, liksom sina bröder, men detta var fram till 1870 förbjudet för kvinnor. 
Brag belönades 1857 med ett litterärt pris från Vetenskaps- och vitterhetssamhället i Göteborg för sin verksamhet som poet. Som författare debuterade hon 1858. Hon publicerade lyrik och reseskildringar.     
Brag var anställd vid Göteborgsposten 1864–1865 och vid Göteborgs Handels- och Sjöfartstidning 1865–1889. Hon medverkade där som både politisk reporter och kulturkritiker samt var vid flera tillfällen tillförordnad redaktör. Hon medverkade även i Göteborgs kvinnoförenings radikala tidskrift Några Blad och Framåt 1885–1886. Hon var liberal och reformvänlig. 
Brag har kallats Sveriges första kvinnliga journalist i egentlig mening. I Stockholm var dock Wendela Hebbe och Marie Sophie Schwartz anställda som journalister redan under 1840- och 1850-talen. Brag räknas dock som den första kvinnan med fast anställning på en svensk dagstidning. I egenskap av litteraturkritiker tillhörde hon också de kvinnliga pionjärerna. Att hon över huvud taget blev påtänkt som journalist på Göteborgs Handels- och Sjöfartstidning, ett på den tiden näst intill unikt yrke för en kvinna, ska ha berott på att redaktör S. A. Hedlund var en uppriktig feminist. Som journalist skrev hon under pseudonym.